# Carl Jasper Oelrichs
Carl Jasper Oelrichs (* 14. April 1844 in Bremen; † 17. Februar 1923 ebenda) war ein deutscher Jurist und Senator in Bremen.

## Leben
Oelrichs stammte aus einer alten Bremer Familie und studierte an der Georg-August-Universität Göttingen Rechtswissenschaft. 1865 wurde er Mitglied der Landsmannschaft Verdensia Göttingen. Als sie 1876 vorübergehend zum Corps Verdensia wurde, trat er wie viele Alten Herren zum Corps über. Er kehrte nach dem Studium auf sein Landgut in Horn-Lehe zurück und trat 1867 in die väterliche Anwaltskanzlei. Als Notar wurde er 1872 Mitglied der Bremischen Bürgerschaft. 1878 kam er in den Senat der Freien Hansestadt Bremen. Über 40 Jahre, bis 1918, war er zunächst für Gewerbe und Industrie, dann für Unterricht und Kirche zuständig. 1890 erwarb er das Landgut Wachsbleiche. In die Amtszeit von Oelrichs fiel der Bremer Schulstreit (1905–1907), in dem es um die Reformierung des Religionsunterrichtes ging. 1922, in seinem letzten Lebensjahr, erhielt er noch das Band der Hercynia Göttingen.